# Kamienica Szai Goldbluma w Łodzi
Kamienica Szai Goldbluma – kamienica znajdująca się przy ulicy Piotrkowskiej 99 w Łodzi.

## Historia i architektura
Trzypiętrową kamienicę wybudowano w latach 1897–1898 według projektu Gustawa Landau-Gutentegera. W 1916 roku mieściła się pod tym adresem siedziba Szkoły Sztuk Pięknych Ryszarda Radwańskiego.
Elewacja budynku jest neogotycka. Asymetryczna kompozycja kamienicy jest charakterystyczna dla budynków swojego okresu. Pod gzymsem mansardowego dachu biegnie fryz arkadowy. Na bocznej osi drugiej, trzeciej i czwartej kondygnacji budynku znajduje się jednoosiowy wykusz zwieńczony półkopułą z wieżyczką.
W 2007 roku kamienica poddana została restauracji.